# Historischer Schienenverkehr Wesel
| Bahnstrecke Haltern–Venlo |                                                |                                                           |                                                           |
| Streckennummer (DB): | 2002 (Haltern–Büderich) 2003 (Büderich–Grenze) |                                                           |                                                           |
| Kursbuchstrecke (DB): | ex 224b/242e                                   |                                                           |                                                           |
| Streckenlänge: | 7,85 km                                        |                                                           |                                                           |
| Spurweite: | 1435 mm (Normalspur)                           |                                                           |                                                           |
| Streckengeschwindigkeit: | 15 km/h                                        |                                                           |                                                           |
| |                                                |                                                           |                                                           |
| \| \| \| Rheinhafen Wesel (nicht regelmäßig durch HSW befahren) \| \| \| \| 2,51 \| Fischertorstraße \| Fischertorstraße \| \| \| 2,47 \| Rheinpromenade (Beginn/Ende Weseler Stadt-Express) \| Rheinpromenade (Beginn/Ende Weseler Stadt-Express) \| \| \| (ehem. km 45,0) \| Anschluss HSW und Museum \| Anschluss HSW und Museum \| \| \| \| Rheinbrücke der Bahnstrecke Haltern–Venlo \| \| \| \| \| Anschluss NSG Group (ehem. Flachglas AG) \| \| \| \| 1,50 \| Delogstraße \| Delogstraße \| \| \| 1,28 \| Reeser Landstraße Bundesstraße 8 \| Reeser Landstraße Bundesstraße 8 \| \| \| 0,97 \| Kolpingstraße \| Kolpingstraße \| \| \| 0,72 \| Grünstraße \| Grünstraße \| \| \| 0,38 \| BYK-Chemie (Werksübergang) \| BYK-Chemie (Werksübergang) \| \| \| 0,25 \| BYK-Chemie/Abelstraße \| BYK-Chemie/Abelstraße \| \| \| 0,22 \| Abelstraße \| Abelstraße \| \| \| 0,17 \| BYK-Chemie LKW-Zufahrt \| BYK-Chemie LKW-Zufahrt \| \| \| 0,07 \| Anschluss BYK-Chemie \| Anschluss BYK-Chemie \| \| \| \| Bahnstrecke Oberhausen–Arnhem von Emmerich am Rhein \| \| \| \| \| Bundesstraße 58 \| \| \| \| (km 26,7) \| Bahnhof Wesel (Zustiegsmöglichkeit Gleis 5) \| Bahnhof Wesel (Zustiegsmöglichkeit Gleis 5) \| \| \| \| Bahnstrecke Oberhausen–Arnhem nach Oberhausen \| \| \| \| \| Kurt-Kräcker-Straße \| \| \| \| 0,295 \| Schillwiese \| Schillwiese \| \| \| (ehem. km 40,3) \| Passavant (Anst) \| Passavant (Anst) \| \| \| 0,912 \| Schillwiese \| Schillwiese \| \| \| 1,191 \| Altes Wasserwerk Wesel (Besichtigungsmöglichkeit) \| Altes Wasserwerk Wesel (Besichtigungsmöglichkeit) \| \| \| (ehem. km 39,5) \| DAB (Anst) \| DAB (Anst) \| \| \| 1,330 \| Am Lippehafen \| Am Lippehafen \| \| \| 1,635 \| Brunnenstraße \| Brunnenstraße \| \| \| 1,951 \| In der Luft \| In der Luft \| \| \| (ehem. km 38,5) \| RWE/Bahngärtnerei \| RWE/Bahngärtnerei \| \| \| 2,458 \| Aaper Weg \| Aaper Weg \| \| \| 4,50 \| Hohe Mark (Umfahrungsmöglichkeit) \| Hohe Mark (Umfahrungsmöglichkeit) \| \| \| \| Überreste der ehem. Bahnstrecke Haltern–Venlo \| \| \| \| \| (Trasse innerhalb der RWE-Straße) \| \| \| \| 7,41 \| Amprion (Umspannwerk) (nicht regelmäßig vom HSW befahren) \| Amprion (Umspannwerk) (nicht regelmäßig vom HSW befahren) \| \| \| \| \| \| \| Quellen: [1] \| \| \| \| |                                                |                                                           |                                                           |
| |                                                | Rheinhafen Wesel (nicht regelmäßig durch HSW befahren)    |                                                           |
| Bahnübergang | 2,51                                           | Fischertorstraße                                          | Fischertorstraße                                          |
| Haltepunkt / Haltestelle | 2,47                                           | Rheinpromenade (Beginn/Ende Weseler Stadt-Express)        | Rheinpromenade (Beginn/Ende Weseler Stadt-Express)        |
| Abzweig geradeaus und von links | (ehem. km 45,0)                                | Anschluss HSW und Museum                                  | Anschluss HSW und Museum                                  |
| Strecke · Brücke über Wasserlauf (Strecke außer Betrieb) |                                                | Rheinbrücke der Bahnstrecke Haltern–Venlo                 | Rheinbrücke der Bahnstrecke Haltern–Venlo                 |
| Abzweig geradeaus und von rechts |                                                | Anschluss NSG Group (ehem. Flachglas AG)                  | Anschluss NSG Group (ehem. Flachglas AG)                  |
| Bahnübergang | 1,50                                           | Delogstraße                                               | Delogstraße                                               |
| Bahnübergang | 1,28                                           | Reeser Landstraße Bundesstraße 8                          | Reeser Landstraße Bundesstraße 8                          |
| Bahnübergang | 0,97                                           | Kolpingstraße                                             | Kolpingstraße                                             |
| Bahnübergang | 0,72                                           | Grünstraße                                                | Grünstraße                                                |
| Bahnübergang | 0,38                                           | BYK-Chemie (Werksübergang)                                | BYK-Chemie (Werksübergang)                                |
| Haltepunkt / Haltestelle | 0,25                                           | BYK-Chemie/Abelstraße                                     | BYK-Chemie/Abelstraße                                     |
| Bahnübergang | 0,22                                           | Abelstraße                                                | Abelstraße                                                |
| Bahnübergang | 0,17                                           | BYK-Chemie LKW-Zufahrt                                    | BYK-Chemie LKW-Zufahrt                                    |
| Abzweig geradeaus und von links | 0,07                                           | Anschluss BYK-Chemie                                      | Anschluss BYK-Chemie                                      |
| Abzweig geradeaus und von links |                                                | Bahnstrecke Oberhausen–Arnhem von Emmerich am Rhein       | Bahnstrecke Oberhausen–Arnhem von Emmerich am Rhein       |
| Strecke mit Straßenbrücke |                                                | Bundesstraße 58                                           | Bundesstraße 58                                           |
| Bahnhof | (km 26,7)                                      | Bahnhof Wesel (Zustiegsmöglichkeit Gleis 5)               | Bahnhof Wesel (Zustiegsmöglichkeit Gleis 5)               |
| Abzweig geradeaus und nach rechts |                                                | Bahnstrecke Oberhausen–Arnhem nach Oberhausen             | Bahnstrecke Oberhausen–Arnhem nach Oberhausen             |
| Brücke |                                                | Kurt-Kräcker-Straße                                       | Kurt-Kräcker-Straße                                       |
| Brücke | 0,295                                          | Schillwiese                                               | Schillwiese                                               |
| Abzweig geradeaus und ehemals nach rechts | (ehem. km 40,3)                                | Passavant (Anst)                                          | Passavant (Anst)                                          |
| Bahnübergang | 0,912                                          | Schillwiese                                               | Schillwiese                                               |
| Haltepunkt / Haltestelle | 1,191                                          | Altes Wasserwerk Wesel (Besichtigungsmöglichkeit)         | Altes Wasserwerk Wesel (Besichtigungsmöglichkeit)         |
| Abzweig geradeaus und ehemals nach rechts | (ehem. km 39,5)                                | DAB (Anst)                                                | DAB (Anst)                                                |
| Bahnübergang | 1,330                                          | Am Lippehafen                                             | Am Lippehafen                                             |
| Bahnübergang | 1,635                                          | Brunnenstraße                                             | Brunnenstraße                                             |
| Bahnübergang | 1,951                                          | In der Luft                                               | In der Luft                                               |
| Abzweig geradeaus und ehemals nach rechts | (ehem. km 38,5)                                | RWE/Bahngärtnerei                                         | RWE/Bahngärtnerei                                         |
| Bahnübergang | 2,458                                          | Aaper Weg                                                 | Aaper Weg                                                 |
| Haltepunkt / Haltestelle · Strecke (außer Betrieb) | 4,50                                           | Hohe Mark (Umfahrungsmöglichkeit)                         | Hohe Mark (Umfahrungsmöglichkeit)                         |
| Strecke · Strecke (außer Betrieb) |                                                | Überreste der ehem. Bahnstrecke Haltern–Venlo             | Überreste der ehem. Bahnstrecke Haltern–Venlo             |
| Strecke |                                                | (Trasse innerhalb der RWE-Straße)                         | (Trasse innerhalb der RWE-Straße)                         |
| | 7,41                                           | Amprion (Umspannwerk) (nicht regelmäßig vom HSW befahren) | Amprion (Umspannwerk) (nicht regelmäßig vom HSW befahren) |
| |                                                |                                                           |                                                           |
| Quellen: |                                                |                                                           |                                                           |

Der Historische Schienenverkehr Wesel e. V. ist eine historische Museumsbahn mit Diesellokbetrieb, die auf Reststücken der Bahnstrecke Haltern–Venlo sowie durch den Bahnhof Wesel verkehrt. An ausgewählten Fahrtagen besteht die Möglichkeit, mit dem Weseler Stadt-Express über Teilstücke der ehemaligen Strecke der Köln-Mindener Eisenbahn-Gesellschaft zu fahren. An der Strecke befinden sich fünf Zustiegsmöglichkeiten.

## Geschichte und Gegenwart

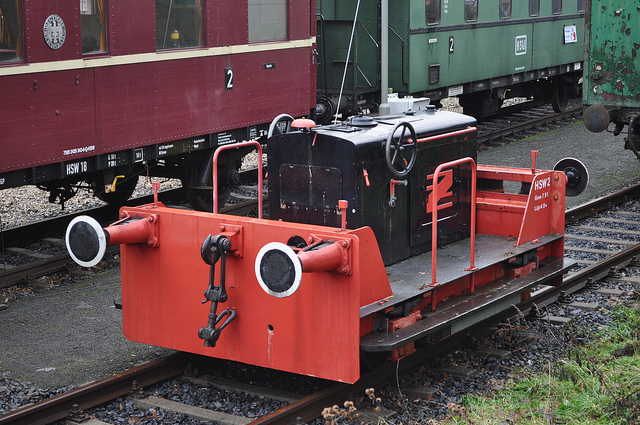
Rangiergerät HSW 2 der Firma Jung Baujahr 1930

Der Historische Schienenverkehr Wesel nutzt die Trassen der Hafenbahn Wesel, der Amprion-Industriebahn sowie die Gleise von DB Netz im Bahnhof Wesel. Erstere sind zwei Abschnitte der alten Bahnstrecke Haltern–Venlo. Beginn und Ende sind die Haltepunkte Rheinpromenade und Hohe Mark. Die Strecke wurde 1874 eröffnet und war Teil des transkontinentalen Eisenbahnprojektes Paris-Hamburger-Bahn.
1945 wurde die Rheinbrücke durch die Wehrmacht gesprengt. Die Ruinen sind noch in Teilen vorhanden und stehen unter Denkmalschutz.
Schirmherr des eingetragenen Vereins war in den 1980er Jahren Siegfried Landers, der Vater von Burkhard Landers und Geschäftsführer der Landers-Firmengruppe.
Am Haltepunkt Hohe Mark können durch ein Umfahrgleis die Lokomotiven umgesetzt werden. Hier ist der Übergabepunkt der Amprion für schwere Transformatorentransporte, die ausschließlich auf der Schiene stattfinden. Die vorhandenen Streckenabschnitte werden vom Weseler Stadt-Express, von Nikolausfahrten sowie zu Sonderfahrten genutzt. Der Verein kann zudem Sonderfahrten über das Netz der DB Netz AG fahren, hierzu werden jedoch nicht die vereinseigenen Lokomotiven genutzt.

## Fuhrpark

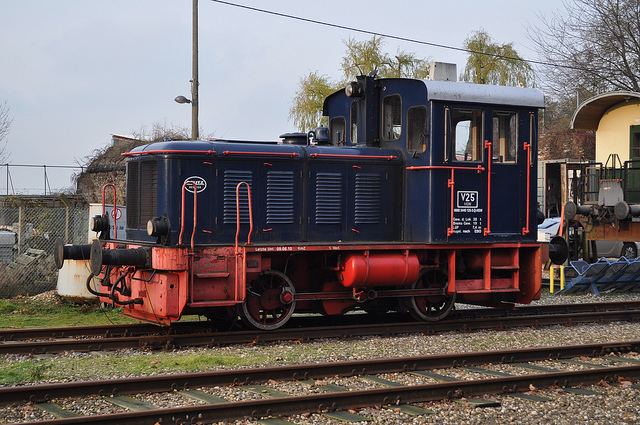
Diesellokomotive RDeutz T4M625 HSW 5

Der Historische Schienenverkehr Wesel besitzt eine Dampflokomotive Henschel vom Typ Hansa aus dem Jahr 1916. Sie hat 160 PS und eine Höchstgeschwindigkeit von 30 km/h. Ihren letzten Einsatz hatte die Lokomotive im August 1989, die Lokomotive wird aufgearbeitet.
Des Weiteren besitzt der Verein zwei Diesellokomotiven, eine davon ist betriebsfähig. Hersteller ist die Firma Deutz aus Köln. Der Wagenpark des Vereins besteht aus sieben historischen Plattformwagen, wovon vier betriebsfähig sind. Dazu kommen ein Jung-Rangiergerät und diverse Güterwagen.
Der Museumszug besteht aus vier zweiachsigen Personenwagen, sogenannten Donnerbüchsen, sowie einem zweiachsigen Güterwagen der Bauart Oppeln. Unter anderem kommen Spantenwagen der Österreichischen Bundesbahnen zum Einsatz.
Sämtliche Fahrzeuge sind auf dem Betriebsgelände im Übergabebahnhof der Hafenbahn abgestellt.

## Bildergalerie

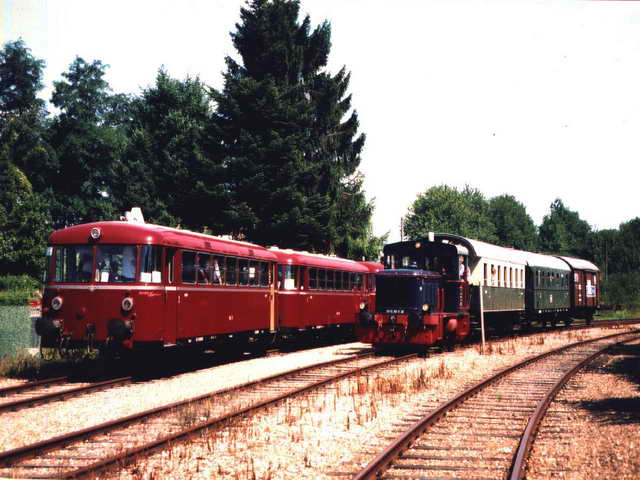
Zweizugbetrieb auf der Hafenbahn
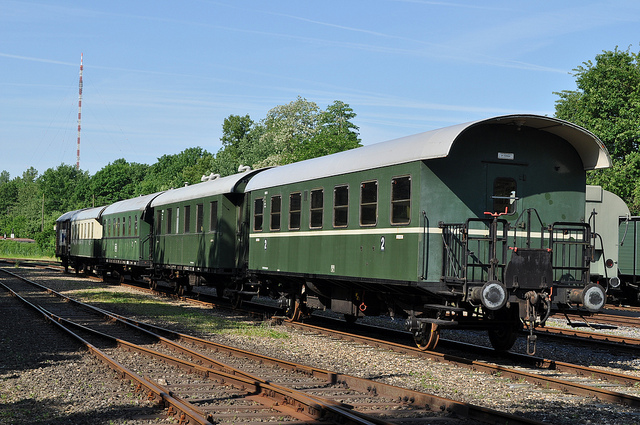
Wagenpark im Übergabebahnhof
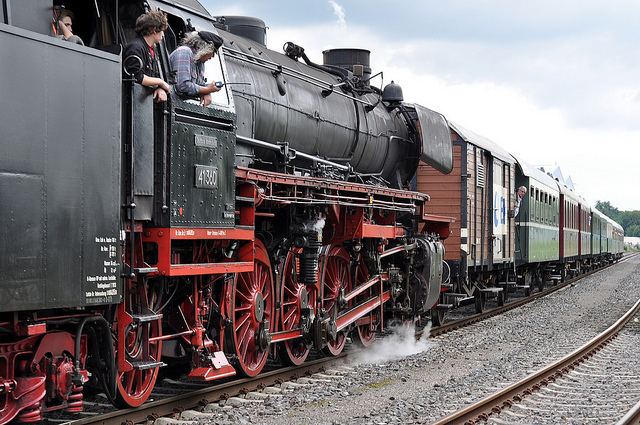
Sonderfahrt mit 41 360 in Spellen
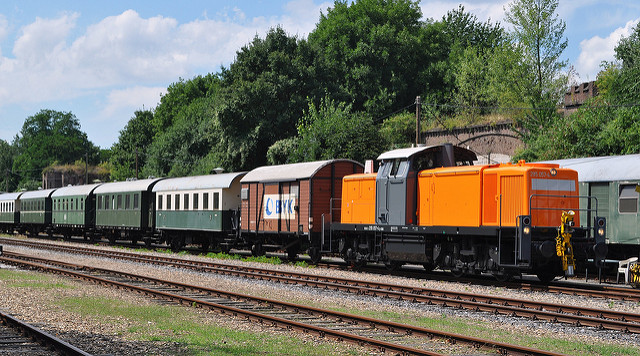
Sonderfahrten mit V 90 der Bocholter Eisenbahn